# Paul Zielinski
Paul Zelinski (20 novembre 1911 – 20 febbraio 1966) è stato un allenatore di calcio e calciatore tedesco, di ruolo difensore.